# Søren Frederiksen (fodboldspiller, født 1972)
 Der er flere personer med dette navn, se Søren Frederiksen.
Søren Frederiksen (født 27. januar 1972) er en tidligere professionel dansk fodboldspiller og har senest været assistenttræner for Viborg FF. Frederiksen er med sine 139 mål den næstmest scorende spiller i Superligaen. Derudover fik angriberen seks optrædener på Danmarks fodboldlandshold, hvor det lykkedes ham at score et enkelt mål.

## Karriere
Igennem karrieren har han spillet for Frederikshavn, AaB, Silkeborg IF og Viborg FF (3 gange).
Han startede karrieren i Frederikshavn, men blev hentet af Viborg FF i 1989. I den første sæson spillede han kun på klubbens Danmarksseriehold, men blev i sæsonens to sidste kampe rykket op på førsteholdet i 1. division (den gang landets bedste række). Han debuterede med et hattrick på hjemmebane mod KB og nåede 4 mål i sæsonen 1990. 

Senere skiftede han til Silkeborg IF, hvor han dog var andenviolin som angriber efter Heine Fernandez og Allan Reese. I hans første sæson scorede han 5 mål, og vandt Superligaen. Frederiksen vendte året efter hjem til Viborg igen.
Som spiller nr. 637 debuterede han på det danske fodboldlandshold i en venskabskamp på Wembley. Her fik han lov til at nyde suset fra de 71790 tilskuere da han i det 72' min. blev skiftet ind i stedet for Bent 'Turbo' Christensen.
I 1999 vandt han Superligaen med AaB, hvilket må have glædet hans far Preben Frederiksen og hans onkel Eli Frederiksen, der begge havde en fodboldfortid på AaB's bedste hold. I 2001 kom han så tilbage til Viborg FF, hvor han også startede sin karriere i Danmarks bedste række (1989) og havde spillet for i to omgange i 90'erne. I Viborg FF spillede han i nr. 22. Efterfølgende er nr. 22 blevet tildelt ham, således at ingen andre får det nummer igen i Viborg FF.
I 2003 begyndte Søren Frederiksen at døje med en skade i akillesenen. Skaden gik over igen, og han han spillede en del kampe i 2004. Men da sæsonen 2004/05 gik i gang, blev han igen skadet. Han tog afsked med Viborg Stadion og hans aktive karriere den 27. august 2005 da han blev skiftet ind godt 20 min. før tid.
Søren Frederiksen har flere forskellige kælenavne. De nok mest kendte er "Frede" eller "Sille".
I vinteren 2006 blev han træner for Skive IK. Både i 2006 og 2007 lykkedes det Søren Frederiksen at føre Skive IK til oprykning, og da han ultimo 2007 forlod jobbet – til fordel for et assistenttrænerjob i Viborg FF – havde han ført Skive IK fra Danmarksserien til 1. division. Da Hans Eklund i april 2009 blev fyret, overtog Frederiksen cheftrænerjobbet i Viborg.

## Personlige forhold
Søren Frederiksen har i dag kone og to børn og bor i Viborg, hvor han er faldt godt til. For nogle år tilbage fik Søren efter sigende lov til at holde sit bryllup på Viborg Stadion med selve vielsen inde på grønsværen. Parret Frederiksen sagde "ja" til hinanden i straffesparksfeltet på Viborg FF's hjemmebane.
Søren Frederiksens søn, Emil Frederiksen er også professionel fodboldspiller og spiller for SønderjyskE i Superligaen.

## Titler

### Spiller
- Danmarksmester 1994 med Silkeborg IF.
- Danmarksmester 1999 med AaB.
- Topscorer i Superligaen 1993-94 med 18 mål for Viborg FF (13) og Silkeborg IF (5).
- Topscorer i Superligaen 2002-03 med 18 mål for Viborg FF. (delt med Jan Kristiansen, Esbjerg fB)
- All Time topscorer i den bedste danske række med 139 mål.[1]
- (Selverklæret) All time nummer 1 i flest brændte chancer.[12]

### Træner
- Vinder af Danmarksserien 2006 og oprykning til 2. division med Skive IK.[13]
- Vinder af 2.division Vest 2007 og oprykning til 1. division med Skive IK.[9][14]

## Landskampe

### A-Landshold
| Dato              | Modstander   | Sted                     | Ind / ud    | Type             | Info   | Mål |
| ----------------- | ------------ | ------------------------ | ----------- | ---------------- | ------ | --- |
| 9. marts 1994     | England      | Wembley, London          | → ind 72"   | Venskab          | [ 5 ]  |     |
| 5. september 1998 | Hviderusland | Dynamo Stadion, Minsk    | → ind 81"   | EM-kvalifikation | [ 15 ] |     |
| 10. oktober 1998  | Wales        | Parken, København        | Hele kampen | EM-kvalifikation | [ 2 ]  | 1   |
| 14. oktober 1998  | Schweiz      | Stadium Hardturm, Zürich | ← ud 61'    | EM-kvalifikation | [ 16 ] |     |
| 10. februar 1999  | Kroatien     | Poljud Stadion, Split    | → ind 81'   | Venskab          | [ 17 ] |     |
| 28. april 1999    | Sydafrika    | Parken, København        | → ind 86'   | Venskab          | [ 18 ] |     |

### Liga Landshold
| Dato             | Modstander | Sted                 | Ind / ud     | Type       | Info   |
| ---------------- | ---------- | -------------------- | ------------ | ---------- | ------ |
| 10. februar 1994 | USA        | Hong Kong            | ← udskiftet  | U-officiel | [ 19 ] |
| 13. februar 1994 | Hong Kong  | Hong Kong            | ← udskiftet  | U-officiel | [ 20 ] |
| 29. januar 1995  | Portugal   | Toronto, Canada      | → indskiftet | U-officiel | [ 21 ] |
| 24. januar 1999  | Colombia   | Cali, Colombia       | → indskiftet | U-officiel | [ 22 ] |
| 27. januar 1999  | Venezuela  | Maracaibo, Venezuela | Hele kampen  | U-officiel | [ 23 ] |
| 31. januar 1999  | Ecuador    | Guayaquil, Ecuador   | ← udskiftet  | U-officiel | [ 24 ] |

### U-21 Landshold
| Dato              | Modstander | Sted                             | Ind / ud     | Type     | Info   | Mål |
| ----------------- | ---------- | -------------------------------- | ------------ | -------- | ------ | --- |
| 13. april 1993    | Tyskland   | Rønne Stadion, Rønne             | → indskiftet | EM-kval. | [ 26 ] |     |
| 2. juni 1993      | Albanien   | Brøndby Stadion, Brøndby         | ← udskiftet  | Venskab  | [ 27 ] | 1   |
| 24. august 1993   | Norge      | Køge Stadion, Køge               | ← udskiftet  | Venskab  | [ 28 ] |     |
| 14. oktober 1998  | Albanien   | Tirana, Albanien                 | Hele kampen  | Venskab  | [ 29 ] |     |
| 12. oktober 1993  | Tyskland   | Günther Volker Stadion, Celle    | Hele kampen  | EM-kval  | [ 30 ] |     |
| 16. november 1993 | Spanien    | Estadio Ramón de Carranza, Cádiz | → indskiftet | EM-kval  | [ 31 ] |     |

### U-19 Landshold
| Dato             | Modstander | Sted                | Ind / ud     | Type    | Info   |
| ---------------- | ---------- | ------------------- | ------------ | ------- | ------ |
| 28. maj 1991     | Sverige    | Arlöw, Sverige      | → indskiftet | Venskab | [ 32 ] |
| 30. oktober 1991 | Finland    | Helsinki, Finland   | ← udskiftet  | Venskab | [ 33 ] |
| 12. februar 1992 | Irland     | Dublin, Irland      | Hele kampen  | Venskab | [ 34 ] |
| 18. februar 1992 | Skotland   | Edinburgh, Skotland | Hele kampen  | Venskab | [ 35 ] |

### Old Boyslandshold
Søren Frederiksen er i bruttotruppen, og spiller af og til på det danske Old Boys landshold